# Mornag
Mornag (àrab: مرناق, Murnāq o Murnāg) és una ciutat de Tunísia a la governació de Ben Arous, situada uns 18 km a l'est de la ciutat de Ben Arous i a uns 25 km del centre de Tunis. Es troba en una gran plana entre dues muntanyes, el Djebel Bou Karnine (al nord) i el Djebel Ressas (805 metres, al sud), i hi passa l'autopista que de Tunis es dirigeix cap a Hammamet i després cap a Sussa. La municipalitat té 26.406 habitants. És capçalera d'una delegació amb 49.040 habitants.

## Economia
L'activitat econòmica és agrícola amb una gran plana dedicada a la vinya i les oliveres amb producció d'un vi de qualitat conegut com el Grand Cru Mornag.

## Geografia
Travessen el municipi els rierols de Oued Miliane i Oued El Hamma i el canal Medjerda-Cap Bon.

## Història
Al-Bakrí esmenta que la ciutat fou fundada per un governador romà de Cartago que es va rendir al general àrab Hassan ibn an-Numan a canvi de poder establir-se en aquesta plana amb la seva família i els seus lleials. Aquest governador es deia Mornacus o Mornacos i el seu nom fou donat a la població que va sorgir, que va derivar en Mornag.

## Administració
És el centre de la delegació o mutamadiyya homònima, amb codi geogràfic 13 62 (ISO 3166-2:TN-12), dividida en vuit sectors o imades:
- Mornag (13 62 51)
- Mornag Ouest (13 62 52)
- Ez-Zaouia (13 62 53)
- Djebel Ressas (13 62 54)
- Kabouti (13 62 55)
- Sidi Saad (13 62 56)
- Errisala (13 62 57)
- Sidi Salem El Garsi (13 62 58)

Al mateix temps, forma una municipalitat o baladiyya (codi geogràfic 13 20) que s'estén pels vuit sectors o imades de la delegació o mutamadiyya homònima.
- Mornag (13 62 51)
- Mornag Ouest (13 62 52)
- Ez-Zaouia (13 62 54)
- Djebel Ressas (13 62 55)
- Kabouti (13 62 57)
- Sidi Saad (13 62 60)
- Errisala (13 62 62)
- Sidi Salem El Garsi (13 62 56)

Antigament, la delegació incloïa la delegació de Khelidia i estava dividida en catorze sectors o imades:
- Mornag (13 62 51)
- Mornag Ouest (13 62 52)
- Khelidia (13 62 53)
- Ez-Zaouia (13 62 54)
- Djebel Ressas (13 62 55)
- Kabouti (13 62 57)
- Ain Rekad (13 62 58)
- El Gounna (13 62 59)
- Sidi Saad (13 62 60)
- Essalem (13 62 61)
- Errisala (13 62 62)
- Oudna (13 62 63)
- El Kessibi (13 62 64)